# 三井宏文
三井 宏文（みつい ひろふみ、1974年〈昭和49年〉7月8日 - ）は、日本の俳優。東京都出身。株式会社SAKURA MILL所属。旧芸名：佐藤誠（さとうまこと）→三井 信人（みつい まこと）。日本大学第二高等学校出身。日本大学文理学部出身。

## 出演

### 映画
- 「真夏のオリオン」 篠原哲雄監督（2009年6月13日）
- 「コラソンdeメロン」 田中誠 監督　警官役（2008年5月31日）
- 修羅伝説（1992年1月 東映）
- あ、キレタ刑事（2001年7月13日 東映Vシネマ）
- 暴力商売 金融餓狼伝（2002年2月8日 東映Vシネマ）
- 暴力商売 金融餓狼伝（2）（2002年4月12日 東映Vシネマ）

### テレビドラマ
- 星獣戦隊ギンガマン（1998年 テレビ朝日）
- 花吹雪美人スリ三姉妹（1999年 テレビ朝日）
- 救急戦隊ゴーゴーファイブ（1999年 テレビ朝日）
- しおり伝説〜スター誕生〜（1999年 TBS）
- 櫂（1999年 NHK）
- 空への手紙（1999年 TBS）
- すずらん（1999年 NHK）
- SMAP×SMAP（2001年4月30日「世にも微妙な物語」で出演）
- 未来戦隊タイムレンジャー（2000年 ANB）
- ちゅらさん（2001年4月2日 NHK）

### 舞台
- ターニングポイント（2023年9月）
- 三代目湯之介 （2022年8月）
- サムガールズ（2022年4月）
- 天満月の猫（2021年6月）
- 100万ドルの夜景（2020年2月）
- 女囚175（2019年11月）
- ヤンキャバウォーズ（2019年7月）
- 昭和歌謡コメディ（2017年1月 - Vol.6よりレギュラー出演）

- VOL.6「七福神がやってきた！」
- VOL.7「フラダンスがやってきた！」
- VOL.8「女相撲がやってきた！」
- VOL.9「動物たちがやってきた！」
- VOL.10「サプライズがやってきた！」
- VOL.11「ツキジーヒルス青春ハクション」
- VOL.15「お正月だヨ！ヤーレンソーラン！大騒乱！！」
- VOL.16「たまたまバズってお世話サマ～！」
- VOL.17「バック・トゥ・ザ 築地！」
- VOL.18「築地探偵物語･･･な～んちゃって!?」
- VOL.19「春風のウォンテッド」
- VOL.20「遂に最終回！」

- 自主公演MK-Box
小坂逸、田仲孝史、落合悠莉の役者仲間と立ち上げたユニット。
主に、演出、脚本を小坂逸が担当。三井宏文は、制作、出演等を担当。
  - 第十二回公演「セクション4」サニーサイドシアター　出演：森川渚水等（2012年10月12日 - 14日）
  - 第十一回公演「完全犯罪倶楽部～あっちむいてほい～」新宿シアターブラッツ　出演：小坂逸等（2010年9月17日 - 18日）
  - 第十回公演「爆走！大爆笑！～振りかえるとダース・ベイダー～」SPACE雑遊　出演：吉井宇希等（2008年4月25日 - 27日）
  - 第九回公演「完全犯罪倶楽部～あっちむいてほい～」レインボースタジオ　出演：加藤栄一郎等（2008年4月25日 - 27日）
  - 第八回公演「こんぱす」シアターグリーンBASE THEATER 出演：義達祐未等（2007年12月20日 - 23日）
  - 第七回公演「地下室」スターパインズカフェ 　出演：松本武士等（2007年8月24日）
  - 第六回公演「世にも不思議な死神裁判」シアターグリーン　BOX in BOX 出演：大野泰広等（2007年4月25日 - 30日）
  - 第五回公演「人生大爆走」アートボックス　出演：鈴木あきえ等（2006年11月2日 - 5日）
  - 第四回公演「世にも不思議なおしいれ裁判」シアターグリーン 小劇場　出演：猫ひろし等（2006年6月7日 - 11日）
  - 第三回公演「高度3万フィートの完全犯罪」シアターグリーン エリア171　出演：飯山弘章、川本俊一等（2006年1月27日 - 29日）
  - 第二回公演「雪血花」三百人劇場　出演：伊藤つかさ等（2005年4月7日 - 10日）
  - 第一回公演「屋根裏の完全犯罪」レインボースタジオ　出演：田仲孝史、落合悠莉等（2004年12月9日 - 12日）

- 東京芸術劇場
  - 散華
  - 海抜3千2百メートル
  - 散華総集編
  - 若者たち
  - から騒ぎ
  - 樺太
- ごみいったはなし（目白アイピット）（2002年7月26日 - 28日）
- リゴレット（新国立劇場オペラホール）
- コシファントゥッテ（新国立劇場　小ホールオペラ）
- 武蔵野芸能劇場
  - 新羅生門
  - 八犬伝
- 新宿モリエール
  - ゴジラ
- シアターＶ赤坂
  - ブラックコメディー

### ラジオ
- 鳥越アズーリFM

### その他出演
- VP「警視庁」暴力団を排除する
- VP トラック事故を考える
- VP 日本クレジット産業協会
- CM ローソン
- CM ヤマザキパン
- CM ペプシコーラ

## その他
- JADE☆BOX（2020年結成初期メンバー）